# IC 632
IC 632 est une galaxie spirale située dans la constellation du Sextant. Sa vitesse par rapport au fond diffus cosmologique est de 5 990 ± 26 km/s, ce qui correspond à une distance de Hubble de 88,4 ± 6,2 Mpc (∼288 millions d'al). Elle a été découverte par l'astronome français Stéphane Javelle en 1893. La classification de cette galaxie en fait pas l'unanimité.
Certains y voient une spirale intermédiaire ou encore une spirale barrée. L'image de l'étude SDSS semble révéler la présence d'une barre, mais c'est très incertain.
La classe de luminosité d'IC 632 est I et elle présente une large raie HI.

## Groupe de MCG 0-27-5
IC 632 fait partie du groupe de MCG 0-27-5 qui compte au moins 13 galaxies, dont IC 624, IC 633, IC 653, NGC 3243, NGC 3325 et NGC 3340.